# Dino da Costa
Dino da Costa (ur. 1 sierpnia 1931 w Rio de Janeiro, zm. 10 listopada 2020 w Weronie) – brazylijski piłkarz grający na pozycji ofensywnego pomocnika lub napastnika. Posiadał także obywatelstwo włoskie.

## Kariera klubowa
Pierwsze piłkarskie kroki stawiał w Botafogo, klubie z rodzinnego Rio de Janeiro. W jego barwach zadebiutował już w 1948 roku w wieku 17 lat. W lidze brazylijskiej spędził łącznie 7 lat, a największym sukcesem w tym okresie było wywalczenie mistrzostwa stanu Rio de Janeiro w 1948 roku.
Latem 1955 roku wyjechał do Włoch, a jego pierwszym klubem w tym kraju została AS Roma. W barwach „żółto-czerwonych” zadebiutował 18 września w wygranym 4:1 meczu z Vicenzą Calcio. W swoim premierowym sezonie w Serie A strzelił 12 goli i zajął z Romą 6. miejsce. W kolejnym sezonie Roma zakończyła sezon dopiero na 14. pozycji, ale da Costa odniósł indywidualny sukces, jakim było wywalczenie korony króla strzelców z 22 golami na koncie. W sezonie 1957/1958]uzyskał 19 trafień, a w 1958/1959 – 15. Latem 1960 da Costa odszedł do Fiorentiny, gdzie spędził jeden sezon, a następnie na kolejny rok wrócił do Romy. Od listopada 1961 do lata 1963 był piłkarzem Atalanty BC by przejść do Juventusu Turyn. W „Juve” grał w środku pomocy, ale osiągnął tylko jeden sukces – zdobycie Pucharu Włoch w 1965 roku. Końcowe lata kariery to gra najpierw w drugoligowym Hellas Werona, a następnie w trzecioligowym Ascoli Calcio. Karierę zakończył w 1968 roku w wieku 37 lat.
Był jedynym w historii piłkarzem, który w jednym sezonie – 1960/61 – zdobył dwa europejskie puchary: Puchar Zdobywców Pucharów z ACF Fiorentina i Puchar Miast Targowych z AS Roma.
| Sezon   | Klub           | Kraj     | Rozgrywki | Mecze | Bramki |
| ------- | -------------- | -------- | --------- | ----- | ------ |
| 1948    | Botafogo       | Brazylia | Série A   | ?     | ?      |
| 1949    | Botafogo       | Brazylia | Série A   | ?     | ?      |
| 1950    | Botafogo       | Brazylia | Série A   | ?     | ?      |
| 1952    | Botafogo       | Brazylia | Série A   | ?     | ?      |
| 1953    | Botafogo       | Brazylia | Série A   | ?     | ?      |
| 1954    | Botafogo       | Brazylia | Série A   | ?     | ?      |
| 1955    | Botafogo       | Brazylia | Série A   | ?     | ?      |
| 1955/56 | AS Roma        | Włochy   | Serie A   | 34    | 12     |
| 1956/57 | AS Roma        | Włochy   | Serie A   | 34    | 22     |
| 1957/58 | AS Roma        | Włochy   | Serie A   | 33    | 19     |
| 1958/59 | AS Roma        | Włochy   | Serie A   | 27    | 15     |
| 1959/60 | AS Roma        | Włochy   | Serie A   | 17    | 2      |
| 1960/61 | AC Fiorentina  | Włochy   | Serie A   | 30    | 8      |
| 1961/62 | AS Roma        | Włochy   | Serie A   | 5     | 1      |
| 1961/62 | Atalanta BC    | Włochy   | Serie A   | 19    | 6      |
| 1962/63 | Atalanta BC    | Włochy   | Serie A   | 33    | 12     |
| 1963/64 | Juventus Turyn | Włochy   | Serie A   | 12    | 3      |
| 1964/65 | Juventus Turyn | Włochy   | Serie A   | 31    | 6      |
| 1965/66 | Juventus Turyn | Włochy   | Serie A   | 8     | 2      |
| 1966/67 | Hellas Werona  | Włochy   | Serie B   | 31    | 5      |
| 1967/68 | Ascoli Calcio  | Włochy   | Serie C   | 10    | 0      |

## Kariera reprezentacyjna
Nigdy nie zadebiutował w reprezentacji Brazylii. Po przybyciu do Włoch przyjął tamtejsze obywatelstwo i 15 stycznia 1958 roku zadebiutował w drużynie narodowej Włoch w przegranym 1:2 meczu z Irlandią. W debiucie zdobył gola, ale był to jego jedyny mecz w „Squadra Azzurra”.